# Углецкий, Андрей Андреевич
Андрей Андреевич Углецкий — оренбургский казачий офицер, в разные годы — наказный атаман Яицкого и Оренбургского казачьих войск.
В 1763 году есаул Углецкий был направлен в Яицкий городок для разбора жалоб и конфликта в Яицком войске между войсковой и старшинской сторонами. На время проверки был назначен временным наказным атаманом войска.
В апреле 1772 года в разгар восстания яицких казаков был вновь послан в Яицкий городок с увещеваниями и требованиями подчиниться правительству, а также освободить арестованных старшин. Позднее, уже во время Пугачёвского восстания Углецкий командовал одним из карательных соединений.
С 1781 по 1809 годы генерал-майор Углецкий — наказный атаман Оренбургского казачьего войска.
В его честь 25 декабря 1913 года 6-й Оренбургский казачий стал именоваться Оренбургским 6-м казачьим Атамана Углецкого полком.